# Ápio Cláudio Pulcro (cônsul em 79 a.C.)
Ápio Cláudio Pulcro (m. 76 a.C.; em latim: Appius Claudius Pulcher) foi um político da gente Cláudia da República Romana eleito cônsul em 79 a.C. com Públio Servílio Vácia Isáurico. Sua ascendência é incerta: provavelmente era filho de Ápio Cláudio Pulcro, cônsul em 143 a.C. e censor em 136 a.C., ou neto de Caio Cláudio Pulcro, cônsul em 130 a.C..
Foi um dos aliados do ditador Lúcio Cornélio Sula.

## Carreira
Cláudio Pulcro foi eleito pretor em 89 e 88 a.C.. Depois que Sula partiu para lutar contra Mitrídates VI do Ponto, na Ásia Menor em 86 a.C., foi exilado e obrigado a deixar a Itália pelos populares de Caio Mário e Cina.

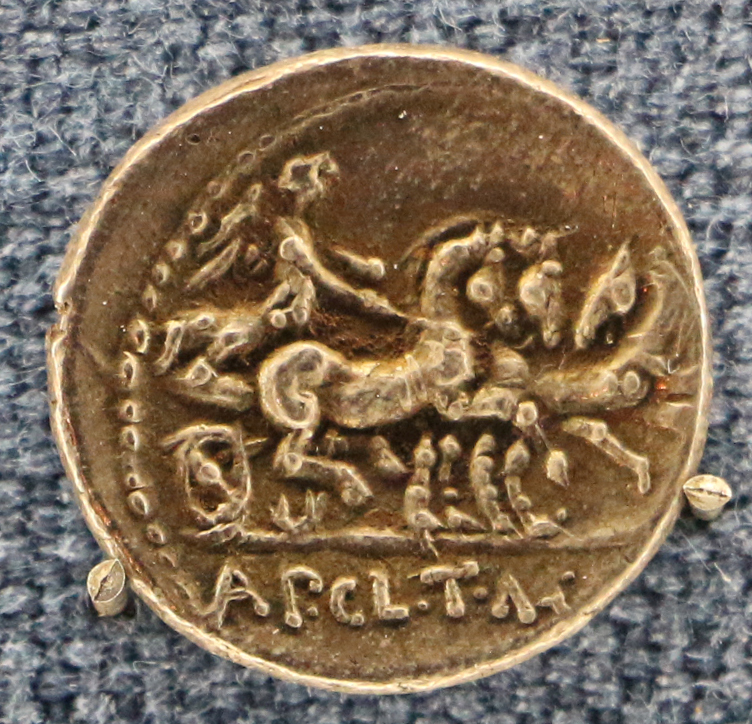
Denário de Ápio Cláudio Pulcro (110-111 a.C.). Uma quadriga sobre a inscrição AP·CL·T·N.

Retornou a Roma entre 83 e 82 a.C., depois da morte dos dois e do retorno de Sula com seu exército depois de vencida a guerra no oriente. Em 79 a.C., já com 62 anos de idade, foi eleito cônsul com Públio Servílio Vácia Isáurico e, dois anos depois, com poderes proconsulares para a província da Macedônia, onde conseguiu importantes vitórias contra os trácios que habitavam a região dos montes Ródope. Morreu em 76 a.C., provavelmente exausto pelas dificuldades de seu proconsulado, e, provavelmente, sua morte acelerou a derrocada financeira de sua família. Foi sucedido no governo da província por Caio Escribônio Curião.

## Família
Tradicionalmente, acredita-se que Ápio Cláudio Pulcro tenha se casado com Cecília Metela Balerárica Menor, uma tese hoje dia pouco acreditada. É mais provável que tenha sido uma matrona da gente Servília. Seja quem for, teve oito filhos com ela, dos quais seis sobreviveram. Ápio Cláudio Pulcro, cônsul em 54 a.C., Caio Cláudio Pulcro, pretor em 56 a.C., e Públio Cláudio Pulcro, que, depois de ser adotado por uma família plebeia, mudou seu nome para Públio Clódio Pulcro e foi tribuno da plebe. Teve ainda três filhas, Cláudia Pulcra Tércia, mulher de Quinto Márcio Rex, cônsul em 68 a.C., Cláudia Pulcra Quarta, muito mais conhecida como Clódia (ou "Lésbia"), e Cláudia Pulcra Quinta, mulher de Lúcio Licínio Lúculo, cônsul em 74 a.C..
A mudança na escrita do cognome de alguns de seus filhos ("Clódio" e "Clódia") reflete o movimento de alguns dos membros da gente Cláudia em favor do dialeto plebeu do latim, que usava "O", no lugar do dialeto dos patrícios, que utilizava o ditongo "AU".